# 戈文德·南达
戈文德·南达（英語：Govind Nanda，2001年2月17日—），美國男子网球运动员，在2022年10月3日取得個人單打排名新高的339名，而最高雙打排名則是497名，在2022年8月8日取得。

## 職業生涯
南达在2019年溫布頓網球錦標賽男子青少年雙打賽事中夥拍利亚姆·德拉克斯尔打進決賽，但不敵來自捷克組合的伊日·莱赫奇卡和约纳什·福赖特克。他獲得外卡參加2022年美國网球公开赛雙打賽事，拍擋為布兰登·霍尔特。

## 青年組大滿貫決賽

### 雙打：1 （1亞）
| 賽果 | 年份 | 賽事 | 地面 | 拍擋              | 對手                          | 比分     |
| ---- | ---- | ---- | ---- | ----------------- | ----------------------------- | -------- |
| 負   | 2019 | 溫網 | 草地 | 利亚姆·德拉克斯尔 | 伊日·莱赫奇卡 约纳什·福赖特克 | 5–7, 4–6 |

## 外部連結
- 戈文德·南达（英文/西班牙文）的官方資料